# Comuna Haii, Brodî
Haii (în ucraineană Гаї) este o comună în raionul Brodî, regiunea Liov, Ucraina, formată din satele Ditkivți, Haii (reședința), Haii-Ditkovețki și Haii-Smolenski.

## Demografie
Componența lingvistică a comunei Haii
     Ucraineană (98,13%)
     Rusă (1,09%)
     Alte limbi (0,05%)
Conform recensământului din 2001, majoritatea populației comunei Haii era vorbitoare de ucraineană (98,13%), existând în minoritate și vorbitori de rusă (1,09%).